# Tales of Graces
Vous lisez un « article de qualité » labellisé en 2023.
Tales of Graces (テイルズオブグレイセス, Teiruzu obu Gureisesu) ; littéralement : « contes de grâces ») est un jeu vidéo d'action-RPG développé par Namco Tales Studio et édité par Namco Bandai sur Wii, sorti au Japon le 10 décembre 2009. Le jeu est ensuite porté sur PlayStation 3 et rebaptisé Tales of Graces f. Cette version, rallongée et bénéficiant de graphismes en haute définition, est publiée au Japon le 2 décembre 2010, en Amérique du Nord le 13 mars 2012 et en Europe le 31 août 2012. Une version remastérisée, Tales of Graces f Remastered, est sortie le 17 janvier 2025 sur Nintendo Switch, PlayStation 4, PlayStation 5, Xbox One, Xbox Series et Microsoft Windows.
Le jeu met en scène, dans un univers médiéval, un jeune garçon, Asbel Lhant. Avec son frère cadet, Hubert, et son amie, Cheria Barnes, il se lie d'amitié avec une jeune fille inconnue apparemment amnésique, qu'il prénomme Sophie. Richard, le jeune prince du royaume de Windor, apprécie ces amis et les invite dans son château. Mais le groupe est attaqué dans les souterrains par un monstre inconnu, qui laisse Sophie pour morte. Sept ans plus tard, les enfants sont devenus adultes et la guerre ravage la planète Ephinea. Les trois pays de la planète sont en conflit pour le contrôle de l'eleth, une énergie vitale qui est fournie par des cristaux géants, les Valkinès. Sophie réapparait inexplicablement pendant une bataille et Pascal, une jeune fille ingénieur, ainsi que Malik Caesars, instructeur à l'École des chevaliers, rejoignent le groupe d'amis. Mais ceux-ci découvrent que Richard, devenu roi de Windor, s'emploie à absorber l'énergie des Valkinès. Ils comprennent que Richard est possédé par Lambda, un monstre originaire de la planète Fodra et créé 1 000 ans auparavant, dont le but est de détruire le monde.
Développé dès 2007, le système de jeu de Tales of Graces se divise en deux phases complémentaires permettant de faire évoluer l'intrigue : des phases de terrain, où le joueur arpente des villes et des donjons, et des phases de combat, baptisés Style Shift Linear Motion Battle System (SS-LMBS), lors desquelles le héros manie des attaques physiques, les Artes d'assaut, et des attaques magiques, les Artes explosifs.
À sa parution, Tales of Graces reçoit des critiques généralement positives, la presse spécialisée appréciant la thématique du jeu centrée sur l'amitié et la protection des êtres chers, mais aussi le système de combat et la synthèse d'objets. Néanmoins, les avis sur la bande-son et le scénario, notamment sur l'enfance des personnages, sont plus négatifs, tandis que les graphismes, en particulier du portage sur PlayStation 3, sont jugés dépassés. Les deux versions du jeu se sont écoulées respectivement à 214 000 et 363 000 exemplaires. Cet opus est ensuite adapté en mangas, livres et CD audio.

## Trame

### Scénario et univers
L'action de Tales of Graces se déroule sur une planète fictive, Ephinea, divisée en trois territoires indépendants en conflit pour le contrôle d'une énergie vitale appelée eleth : Windor, un royaume verdoyant composé de bois et de prairies ; Strahta, une république située dans un continent désertique ; et Fendel, une région froide dirigée par un chancelier. À Lhant, une seigneurie dépendante du royaume de Windor, vivent trois enfants, Asbel et Hubert Lhant — les deux fils du seigneur Aston —, et Cheria Barnes. Ceux-ci, au cours d'une sortie à l'extérieur du village, rencontrent Sophie, une jeune fille amnésique avec laquelle ils deviennent amis. Le même jour, Lhant reçoit la visite de Richard, le prince de Windor, qui se lie d'amitié avec le groupe d'enfants. Richard retourne à Barona, la capitale du royaume de Windor, et les invite à entrer dans son château en passant par un passage secret dans les catacombes. Là, les quatre enfants sont attaqués par un monstre inconnu et évitent une mort certaine grâce au sacrifice de Sophie. Après avoir perdu connaissance, Asbel reprend ses esprits au manoir de Lhant où son père lui apprend la mort de Sophie et l'adoption d'Hubert par la famille Oswell, à Strahta. Pris de colère par ces deux événements, Asbel fuit son village et intègre l'École des chevaliers à Barona.
Sept ans plus tard, Asbel, alors âgé de 19 ans, apprend par Cheria que son père est mort en défendant Lhant d'une invasion menée par Fendel. Les deux amis retournent à Lhant. Le village, pris d'assaut par l'armée fendelienne, est alors sauvé par Sophie, qui réapparaît pour une raison alors inexpliquée, et par Hubert, devenu commandant de l'armée de Strahta. Hubert révèle que Strahta et Windor ont conclu une alliance et qu'il a été nommé gouverneur de Lhant par le président de Strahta, afin de protéger le village d'une éventuelle annexion par Fendel. Il bannit ensuite son frère du village alors qu'Asbel souhaitait reprendre son titre de seigneur. En entendant des rumeurs sur la mort de Richard, Asbel, Cheria et Sophie le retrouvent dans le passage secret du château. Richard explique que son père a été tué par son oncle, l'archiduc Cédric, qui est ensuite monté sur le trône.
Asbel, Sophie et Richard sont rejoints par Pascal, une jeune ingénieure originaire de l'Enclave Amarcienne. Avec l'aide de l'armée du duc Dalen, ami de la famille de Richard, le groupe renverse Cédric et Richard devient roi de Windor.
Richard commandite une invasion de Lhant pour libérer ce village du contrôle de Strahta, mais son plan est contrecarré par Asbel et Sophie. Asbel reconnaît les qualités d'Hubert en tant que gouverneur de Lhant, mais ce dernier s'attend à être rappelé par le président de Strahta. Asbel et ses amis, rejoints par Malik Caesar, son ancien instructeur à l'École des chevaliers, se rendent à Yu Liberté, la capitale de Strahta, pour demander au président de maintenir Hubert dans son poste de gouverneur. Le président donne son accord à condition que Pascal répare le valkinès de Strahta, un cristal géant qui fournit de l'eleth. Pascal réussit sa mission mais Richard surgit soudainement : il absorbe l'eleth du valkinès et s'enfuit. Les héros apprennent que Richard a également absorbé l'eleth du valkinès de Windor et craignent qu'il absorbe l'eleth du dernier valkinès, situé à Fendel. Hubert rejoint Asbel et ses amis alors qu'ils se rendent à Fendel, mais le groupe échoue à arrêter Richard. Après avoir compris que l'absorption du noyau de la planète Ephinea est l'objectif final de Richard, les héros se rendent à l'Œil du Monde, une île disposant d'un accès vers le noyau. Ils y trouvent Richard, qui blesse gravement Sophie avant de transformer l'île en cocon.
Le groupe ne parvient pas à soigner Sophie avec de la magie ou des médicaments. Pascal suggère alors de se rendre à Fodra, une planète voisine dont Sophie serait originaire, pour trouver un remède. Après avoir trouvé une navette spatiale abandonnée par les ancêtres de Pascal, les héros se rendent à Fodra où ils rencontrent Emeraude, le dernier humain restant sur cette planète dépourvue de toute vie animale et végétale depuis 1 000 ans. À l'aide de technologies avancées, Sophie est guérie et retrouve tous ses souvenirs : celle-ci, dont le vrai nom est Protos Heis, est en réalité un humanoïde biologique conçu pour vaincre Lambda. Ses capacités lui ont permis de revenir à la vie au moment où Lhant a été attaquée par l'armée fendelienne. Lambda s'avère être le monstre qui a attaqué les héros durant leur enfance et qui a pris le contrôle de Richard. Emeraude aide le groupe à percer le cocon autour de l'Œil du Monde, où ils affrontent et battent Richard. Mais Emeraude trahit les héros et tente d'absorber le pouvoir de Lambda, qui la rejette et la tue. Lambda rejoint le noyau d'Ephinea et entame sa fusion avec le noyau. Durant le chemin les menant à Lambda, les héros apprennent l'histoire de Lambda et les souffrances que les hommes lui ont causées 1 000 ans auparavant sur Fodra. Lambda quitte le corps de Richard et se matérialise en monstre, mais est vaincu par les héros. Ne pouvant pas être tuée par les humains, Sophie a l'intention d'utiliser son pouvoir pour le tuer, en échange de son sacrifice. Néanmoins, Asbel absorbe Lambda en lui et le convainc de lui faire découvrir le monde et la bonté de l'humanité. Lambda accepte avant de tomber dans un profond sommeil.
Dans l'épilogue Lignée et héritage de Tales of Graces f, les attaques des monstres auparavant sous le contrôle de Lambda deviennent de plus en plus nombreuses, poussant Asbel et ses amis à se réunir et à enquêter sur leur origine. En supposant que l'eleth de Fodra a une influence sur les monstres, le groupe s'y rend et découvre que le noyau de Fodra s'est réactivé. Les héros apprennent que le noyau, doué de conscience et de raison, compte détruire l'humanité, qu'il juge responsable de la destruction de l'écosystème de Fodra. Le groupe bat les soldats de Fodra, les Mini Reines, et Lambda, tiré de son sommeil pour l'occasion, absorbe la conscience de Fodra. Ce faisant, Lambda retourne à son profond sommeil, dans lequel il compte convaincre l'esprit de Fodra que les humains ont changé. Les héros se séparent et retournent à leur vie quotidienne, sauf Cheria, qui accepte la demande en mariage d'Asbel. Dans un futur lointain, Sophie raconte les aventures des héros à l'arrière-arrière-petit-fils d'Asbel et Cheria.

### Personnages
Le principal protagoniste du jeu est Asbel Lhant, fils aîné d'Aston, le seigneur de Lhant, dans le royaume de Windor. Enfant, il regrette de ne pas avoir pu protéger ses amis et son frère. Il intègre alors l'École des chevaliers à Barona afin de devenir plus fort et protéger ceux qui comptent pour lui. À l'âge adulte, il est toujours aussi déterminé qu'étant enfant. L'héroïne principale est Sophie, une jeune fille amnésique retrouvée par Asbel sur la colline de Lhant. Prénommée ainsi par Asbel en référence au nom d'une fleur, Sophie dispose de puissants pouvoirs. Le frère d'Asbel, Hubert, quitte sa famille et est adopté par la famille Oswell à Strahta, dès l'âge de dix ans. Intelligent mais peureux lorsqu'il était enfant, Hubert devient un soldat d'élite et officie dans l'armée au grade de lieutenant. Se sentant abandonné par sa famille, Hubert éprouve du ressentiment envers Asbel. Cheria Barnes, la petite-fille du majordome du seigneur de Lhant, est l'amie d'enfance d'Asbel et Hubert. Autrefois chétive et malade, elle devient particulièrement dévouée et s'emploie à soigner et guérir les autres. Elle est amoureuse d'Asbel depuis toujours, mais elle a du mal à lui avouer ses sentiments. Enfin, Richard, le prince héritier du royaume de Windor, se lie d'amitié avec Asbel et les autres à la suite de sa visite à Lhant. Autrefois méfiant envers les autres qui cherchent à profiter de son rang, Richard entretient une profonde amitié avec Asbel et devient un roi populaire et respecté de son peuple.
À l'âge adulte, le groupe est rejoint par le capitaine Malik Caesars, l'instructeur d'Asbel à l'École des chevaliers. Lors du ralliement des chevaliers à l'archiduc Cédric, Malik devient l'ennemi d'Asbel, Richard et leurs amis, mais à la suite de la défaite de Cédric, il rejoint le groupe de protagonistes. La détermination et le courage de ces derniers lui rappellent sa jeunesse, du temps où il voulait mener une révolution pour renverser le pouvoir en place à Fendel. Pascal est une jeune ingénieure de génie issue de la tribu des Amarciens. Elle rencontre Asbel et ses amis alors qu'elle effectuait des recherches sur les ruines laissées par son peuple. Elle se montre très intéressée par les origines de Sophie. D'un naturel instinctive et agissant souvent à l'improviste, elle suscite la méfiance de Hubert.
Si Richard apparaît au fil du jeu comme un ennemi, l'antagoniste principal de Tales of Graces est Lambda, une forme de vie avancée créée sur Fodra 1 000 ans auparavant. Lambda est victime des souffrances infligées par les tests en laboratoire sur Fodra et finit par être considéré comme dangereux par les chercheurs en raison de son potentiel pouvoir, ce qui alimente sa haine des humains. Après avoir fui Fodra, il rencontre bien plus tard Richard, mourant, dans les catacombes de Barona, et fusionne avec lui dans le but d'absorber tout l'eleth et le noyau d'Ephinea, la Lastalia, pour détruire le monde.
L'antagoniste secondaire du jeu est Fodra, une planète désolée et douée de sensibilité. Mille ans avant les événements du jeu, Fodra commence à anéantir l'humanité à l'aide de son armée de Mini Reines afin de préserver l'environnement. Les scientifiques de Fodra parviennent à arrêter le noyau de la planète et à déplacer les humains survivants sur la planète Ephinea. La seule rescapée restante sur Fodra est Emeraude, qui trahit les protagonistes en tentant d'absorber Lambda pour ensuite redonner vie à Fodra. Dans l'arc narratif Lignée et héritage, le noyau de Fodra est réactivé et cette dernière reprend son activité de destruction de l'humanité à l'aide des Mini Reines, qui cherchent à rallier Sophie à leur cause.

## Système de jeu

### Terrain
Tales of Graces est un monde ouvert en trois dimensions composé de villes, terrains et donjons, dans lesquels le joueur peut discuter avec les habitants, acheter ou vendre des objets dans les commerces, visualiser des saynètes qui permettent d'en savoir davantage sur les personnages du jeu, ramasser des trésors, et satisfaire des requêtes à l'auberge, qui consistent à rendre des services aux habitants.
À l'âge adulte, le joueur obtient le Mixeur d'eleth, un outil donnant la possibilité de dupliquer des items, comme des consommables, des objets ou des plats, et permettant ainsi de récupérer des points de vie, de l'expérience ou de l'argent après un combat. Insérer des livres dans le Mixeur d'eleth permet également d'obtenir des bonus, comme doubler le nombre d'objets dupliqués. Plus le Mixeur d'eleth est utilisé, plus sa capacité augmente et donc plus le joueur peut insérer d'objets à dupliquer simultanément.
Dans les magasins, le joueur peut synthétiser des items afin d'en obtenir de nouveaux : cela permet d'obtenir des armes plus puissantes ou des armures plus robustes, de réaliser des recettes de cuisine, ou des objets qui peuvent être revendus à bon prix.
Dans les menus, la bibliothèque fournit au joueur des tutoriels sur le système de jeu, des recettes de cuisine qu'il est possible de réaliser avec les consommables récupérés, des informations sur les monstres et le scénario.

### Système de combat
Le système de combat de Tales of Graces est baptisé Style Shift Linear Motion Battle System (SS-LMBS). Il implique quatre personnages choisis par le joueur, dont trois contrôlés par l'intelligence artificielle, en fonction de réglages prédéfinis (type d'attaque, défense, soins). Ce système permet au joueur de se déplacer soit de façon linéaire, soit de façon libre dans la zone de combat et d'esquiver les attaques ennemis en effectuant un pas de côté (Around Step). Lors des combats, il est possible de changer d'équipement, de techniques d'attaques et d'utiliser des objets. Trois modes de commandes sont disponibles : le mode automatique, où le personnage normalement contrôlé par le joueur se bat automatiquement ; le mode semi-automatique, où le joueur n'effectue que les déplacements ; et le mode manuel, où le joueur contrôle entièrement son personnage.
Chaque personnage dispose de deux types de techniques de combats : les Artes A (Artes d'assaut), qui sont des attaques physiques, et les Artes E (Artes explosifs), qui sont des attaques magiques, disponibles après l'enfance. Afin d'effectuer des déplacements ou des attaques, le joueur dispose de capacités d'enchaînement (CC), dont le nombre dépend de l'équipement et du niveau du personnage. Chaque action coûte un à trois points de capacité d'enchaînement. Ces points peuvent être rechargés en se mettant en garde ou en n'attaquant pas. Enchaîner les Artes permet d'effectuer des combos, qui causent davantage de dégâts à l'ennemi si le joueur utilise des Artes qui correspondent à ses points faibles. Attaquer, se défendre et contourner des ennemis permet de remplir la jauge d'eleth. Lorsque celle-ci est à son maximum, le mode Explosion d'eleth se déclenche pendant un temps limité : les personnages sont immunisés des coups critiques, disposent d'un nombre illimité de points de capacités d'enchaînement, et peuvent effectuer un à trois Artes mystiques, un Arte mystique étant une attaque dévastatrice aux multiples combos. Afin d'obtenir et de développer des Artes, chaque personnage acquiert des titres au fil des combats et de la progression du jeu. Chaque titre dispose de cinq niveaux, qui augmentent en remportant des combats.
Le joueur dispose enfin de plusieurs auras durant le combat : en bleu, sa jauge critique augmente ; en rouge, il peut briser la garde ennemie en attaquant ; en vert, les ennemis qui l'attaquent ne peuvent pas le faire tomber (posture de fer). La jauge critique, lorsqu'elle atteint son maximum, permet d'effectuer une attaque critique qui rapporte un point de capacité d'enchaînement.

## Développement

### Conception

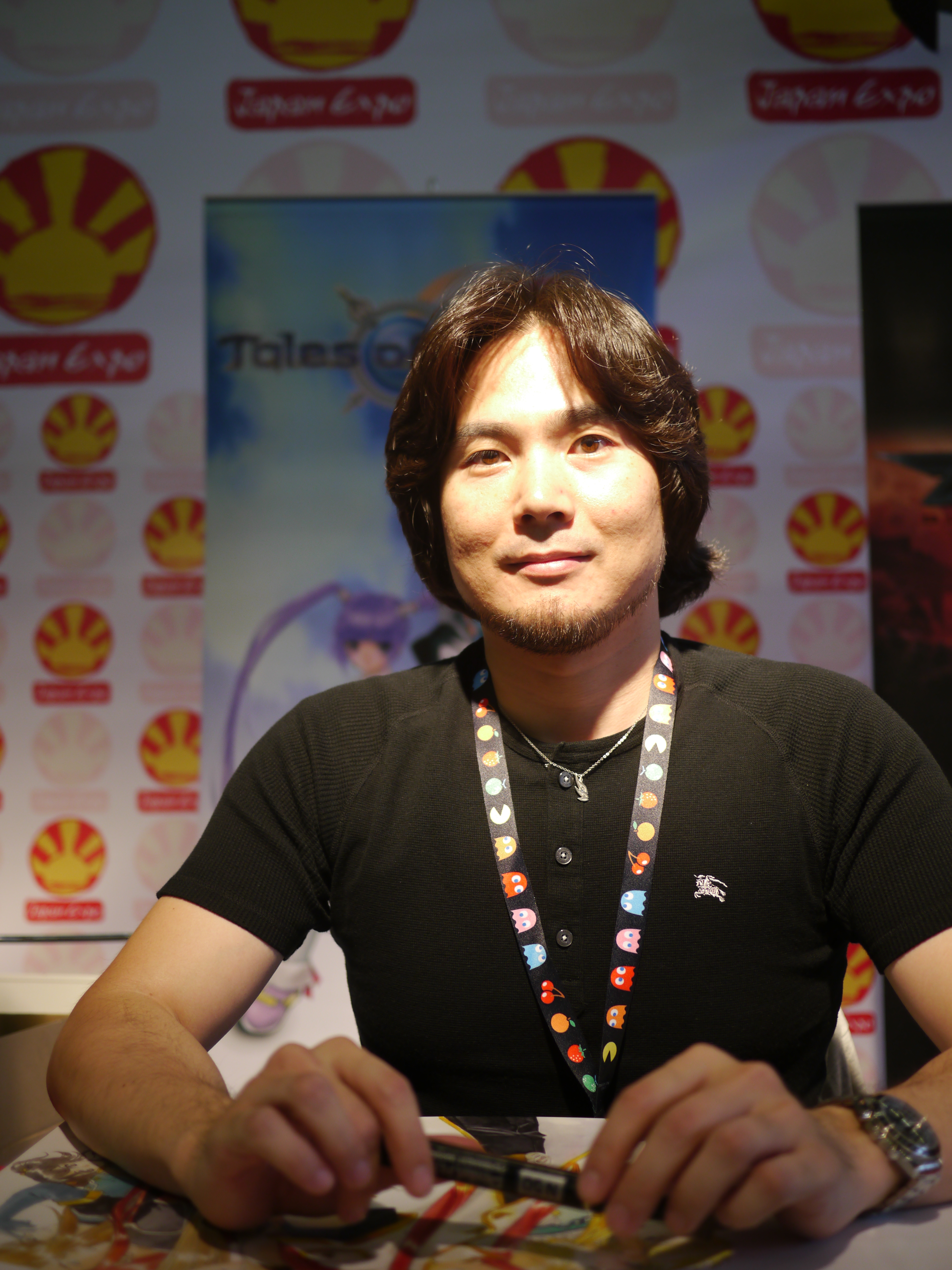
Hideo Baba, le producteur de Tales of Graces (ici en 2011).

Le 7 juillet 2008, à l'occasion d'une conférence de presse donnée à Tokyo, Namco Bandai Games, par la voix de Makoto Yoshizumi, le producteur exécutif de la série Tales of, annonce qu'un nouvel opus majeur de cette franchise est en développement sur Wii pour l'année 2009 et que des informations sur ce jeu seront dévoilées au printemps de cette même année,. Les premières images de ce jeu, provisoirement nommé New Tales sont dévoilées le 2 octobre 2008 lors de la conférence d'automne de Nintendo,.
Le 20 décembre 2008, lors de la Jump Festa, Hideo Baba, le producteur du jeu, annonce que celui-ci, au nom de code Tales of Ten et dont l'univers prend pour inspiration l'Europe médiévale, est en développement depuis 2007 et que le doublage des personnages du jeu est achevé. En outre, les premières images sont dévoilées dans une vidéo bonus incluse dans l'Anime Movie Edition de Tales of Hearts, où l'on voit un enfant déambuler et combattre,.
En mars 2009, Namco Bandai Games dépose la marque Tales of Graces, qui devient officiellement le nom définitif du nouveau jeu, selon le magazine Weekly Shōnen Jump de la première semaine d'avril 2009,. La semaine suivante, lors d'une conférence de presse, Hideo Baba explique que Tales of Graces, développé par la Team Destiny, qui a conçu Tales of Destiny, est le premier jeu de la série entièrement en trois dimensions. Les villes, terrains et donjons, adaptées à la taille des personnages, ainsi que l'inclinaison légèrement horizontale de la caméra, doivent permettre de vivre une expérience de jeu immersive,.
Le système de combat SS-LMBS, rappelant celui de SoulCalibur, offre deux styles d'attaque pour chaque personnage, qui peuvent également contre-attaquer et contourner leurs ennemis par des pas à 360 degrés. Cet opus, dont la sortie est prévue pour l'hiver 2009-2010 au Japon, est annoncé comme compatible avec la nouvelle manette Classic Controler Pro de la Wii, sortie à l'été 2009,.
Début juin 2009, le magazine Weekly Shōnen Jump publie les premières images de Sophie, présentée comme une héroïne amnésique et dont le prénom a été choisi par Asbel,. Le mois suivant, les personnages de Cheria Barnes et Hubert Oswell sont dévoilées. En septembre 2009, les premières images de Malik Caesars et de Pascal sont présentées, tout comme quelques éléments du système de jeu, tels que les capacités d'enchaînement, qui permettent l'exécution de combos ; les titres, dont la maîtrise octroie de nouveaux artes et améliorent les compétences des personnages ; et le mixeur, qui permet de combiner des objets pour en créer de nouveaux.
Une version de démonstration de Tales of Graces est présentée au public à l'occasion du Tokyo Game Show, organisé du 24 au 27 septembre 2009. Deux donjons y sont jouables au moyen de bornes munies de manettes — et non pas de la Wiimote —, le Bois d'Orlen, qui offre un chemin linéaire et peuplé de loups, et la Caverne maritime, un lieu disposant de chemins à plusieurs embranchements et aux décors plus convaincants, et où le joueur doit affronter un boss, la Reine Blob. La démo offre la possibilité d'incarner la quasi-totalité des personnages jouables et de visionner quelques cinématiques et saynètes, mais contient quelques bugs, avec des ennemis qui se coincent dans les décors du jeu. Lors du Tokyo Game Show, Tales of Graces se voit décerner le Japan Game Awards Future Winners, à l'issue d'un vote auprès des participants et visiteurs du salon.
En novembre 2009, Namco Bandai Games dévoile les tenues en maillot de bain des personnages, un bonus déjà présent dans Tales of Vesperia, ainsi qu'un mini-jeu jouable à deux personnes : intitulé cartes magiques, il consiste à collectionner des cartes à l'effigie d'anciens héros de la série Tales of et à trouver le personnage d'une carte à partir de sa description,.
L'épilogue Lignée & Héritage, développé pour Tales of Graces f, est conçu pour permettre au joueur de prolonger l'expérience de jeu sans avoir à le refaire. Pour Hideo Baba, « C'est comme lire un roman. Si vous finissez de lire un roman, vous ne le relisez pas parce que vous connaissez la fin, il est donc très difficile d'inciter les joueurs de RPG à rejouer. Notre équipe pense qu'il est important d'inclure des tonnes de fonctionnalités de rejouabilité afin qu'ils puissent jouer pendant longtemps ».

### Bande-son

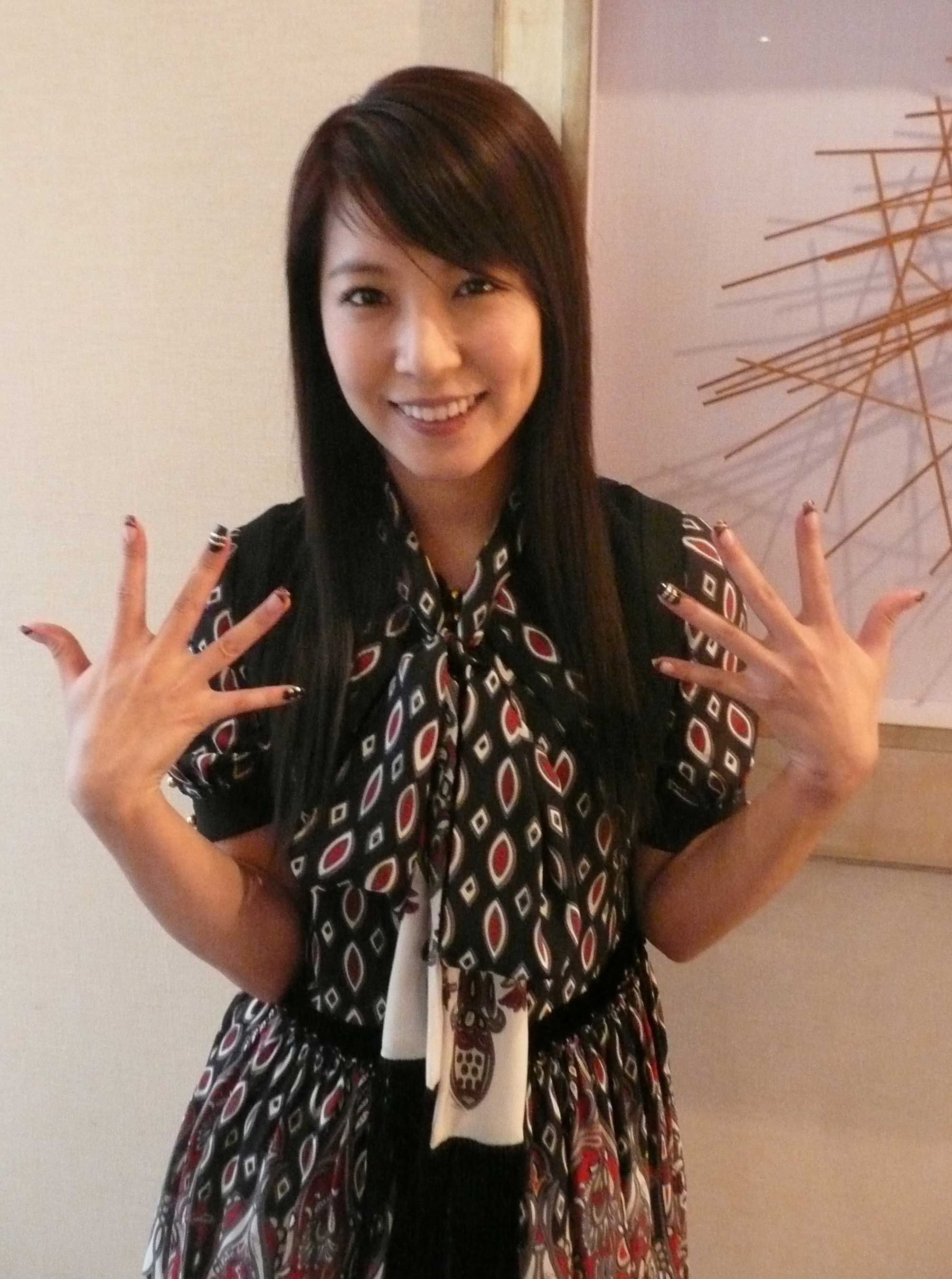
La chanteuse sud-coréenne BoA (ici en 2009) est l'interprète de la chanson Mamoritai ~White Wishes~, le thème d'ouverture de Tales of Graces.

La bande originale de Tales of Graces est composée par Motoi Sakuraba et Hibiki Aoyama. Celle-ci se veut classique par rapport aux précédents opus de la série et continent davantage de pistes orchestrales que de morceaux synthétiques. L'un des thèmes musicaux propres aux combats offre plusieurs arrangements, entre celui au carillon, destiné aux batailles du prologue du jeu au moment de l'enfance des protagonistes, et un autre, interprété à la guitare électrique. La musique des combats à Strahta rappelle le désert et est jouée essentiellement au sitar, tandis que celle à Fendel, à la ligne de basse plus forte et avec un arrangement au piano, évoque une atmosphère froide et malaisante. Ces deux dernières musiques sont moins entrainantes et s'apparentent au registre de la musique expérimentale. Les musiques des boss se veulent plus pompeuses, et associent à la fois des instruments à cuivre, du violon, des percussions et des chœurs féminins. Le thème associé aux ports dispose de trois arrangements, allant du joyeux au mélancolique, tandis que les musiques associées aux terrains et aux donjons varient entre une ambiance légère, triste, voire funky. Un album de ces musiques, comportant quatre disques, est commercialisé au Japon le 10 février 2010.
La chanson du jeu, Mamoritai ~White Wishes~, de style J-pop, est interprétée par la chanteuse sud-coréenne BoA et arrangée par Hiroo Yamaguchi. Celle-ci est dévoilée à l'occasion du Tokyo Game Show 2009. Cette chanson est interprétée à la fois en japonais et en anglais,,.
Concernant la distribution, Yuki Kaida et Takahiro Sakurai sont les voix enfantine et adulte d'Asbel Lhant. Hubert Oswell est interprété par Mikako Takahashi et Takahiro Mizushima, tandis que Richard est joué par Yūko Sanpei et Daisuke Namikawa. Cheria Barnes a pour voix celle de Shiho Kawaragi. Les voix de Sophie, Malik Caesars et Pascal sont assurées respectivement par Kana Hanazawa, Hiroki Touchi et Kana Ueda,.
Pour la version occidentale doublée en anglais, Kate Higgins est la voix du jeune Asbel Lhant et de Pascal tandis que Bryce Papenbrook interprète Asbel Lhant à l'âge adulte. Richard est doublé par Wendee Lee et David Vincent. Les voix de Hubert Oswell, Cheria Barnes, Sophie et Malik Caesars sont assurées respectivement par Steve Staley, Laura Bailey, Cassandra Lee Morris et Jamison Price.

## Analyse
Tales of Graces a pour thématique centrale l'amitié et sa préservation dans la durée. L'intrigue présente la naissance des liens d'amitié entre les personnages principaux du jeu dès l'enfance, avec Asbel, qui se rebelle contre son destin de futur seigneur, Hubert, le cadet timide mais plus sensé que son frère, Cheria, secrètement amoureuse d'Asbel, et Richard, prince solitaire et qui n'a jamais eu de vrais amis, et qui devient le meilleur ami d'Asbel. L'événement tragique qui cause la supposée mort de Sophie entraine leur séparation, avant de se retrouver sept ans plus tard en parfaits inconnus afin de sauver le monde. N'ayant pas eu une adolescence heureuse, ils doivent réapprendre à se connaître malgré leurs rancunes, notamment auprès d'Asbel : Cheria donne l'impression d'être passée outre ses sentiments amoureux et Hubert éprouve de la rancœur envers Asbel et ses parents, qui, pour lui, l'ont abandonné en le faisant adopter par Oswell,.
L'autre thématique du jeu est la protection des êtres chers. Asbel est présenté comme quelqu'un ayant un « sens aigu de la justice » et qui ne veut « plus jamais perdre personne » après avoir déjà perdu les êtres qui comptaient le plus à ses yeux : le jeu est imaginé comme un « RPG pour connaître la force de protéger », à la fois simple d'accès et très profond pour les joueurs qui souhaitent l'explorer au maximum,,. Hideo Baba voulait que l'histoire d'Asbel décrive le besoin de se conformer aux directives et aux attentes sociales à mesure que l'on grandit. À travers le dilemme d'Asbel sur la succession de son père ou la poursuite de ses rêves de chevalerie, Baba voulait que les joueurs comprennent l'importance de protéger ce qui est important pour eux et de poursuivre leur propre chemin et leurs rêves.

## Commercialisation

### Au Japon sur Wii
Tales of Graces est publié au Japon le 10 décembre 2009 sur Wii. Il inclut un mini-jeu, Kamenin Merchant, téléchargeable pour être joué sur Nintendo DS. Ce contenu, jouable jusqu'à quatre joueurs, met en scène le roi Richard, qui doit traverser des donjons déverrouillables au fur et à mesure de la progression dans Tales of Graces, et un système de synthèse à deux objets intitulé Dualize. L'objectif est de vaincre le boss se trouvant à la fin du donjon avant la fin du temps imparti pour remporter des objets bonus utilisables dans Tales of Graces. Le même jour, Nintendo commercialise un pack comprenant la Wii, Tales of Graces et la manette Classic Controller Pro,.
Le 23 février 2010, Namco Bandai Games rappelle les exemplaires déjà vendus du jeu pour les échanger, par l'intermédiaire d'un service postal dédié, contre une nouvelle version, en raison d'une dizaine de bugs qui apparaissaient notamment une fois le mode New Game + lancé. La version mise à jour est ensuite disponible en magasin à partir de la fin mars. La campagne de rappel prend fin le 28 juillet 2011,.
Le jeu est réédité dans la gamme Minna no Susume Selection le 24 mars 2011.

### À l'international sur PlayStation 3
Le portage pour PlayStation 3, baptisé Tales of Graces f — f pour future —, est révélé le 28 juillet 2010 par le magazine japonais Weekly Shōnen Jump, puis officiellement annoncé par Namco le 2 août,,. Hideo Baba, le producteur du jeu, explique que ce portage a été décidé en février 2010 à la demande du public. Celui-ci comprend l'ajout d'un mode Accel lors des combats, disponible dans un épilogue nommé Lignée et héritage, ainsi que des graphismes en haute définition,.
Tales of Graces f est présenté au public lors du Tokyo Game Show, organisé du 16 au 19 septembre. Une version de démonstration du jeu est publiée sur le PlayStation Store japonais le 7 octobre 2010, avant sa sortie officielle au Japon le 2 décembre 2010. La précommande comprend en outre un DVD incluant un message intitulé Mamoritai Download Version et prononcé par Takahiro Sakurai, la voix adulte d'Asbel Lhant, et dont la pochette est illustrée par Mutsumi Inomata, la créatrice des personnages du jeu ; un code promotionnel pour télécharger gratuitement les costumes de Tales of Destiny 2 pour Asbel, Sophie et Richard, et deux thèmes de personnalisation pour l'écran d'accueil de la PlayStation 3. Une édition limitée baptisée King Windol Letter Package est également vendue en ligne, comprenant les bonus de la précommande, ainsi qu'une boîte Memorial Book comportant quinze papiers à en-tête et enveloppes Windor Kingdom ainsi que six autocollants permettant de les fermer, un marque-page à l'effigie de Sophie, une plume et un encrier à l'effigie d'Asbel Lhant, et une lettre de Richard à Asbel,. Durant le mois de la sortie du jeu, Namco Bandai Games s'associe à nouveau avec House Foods pour commercialiser des barquettes de mabo tofu. Le jeu est ensuite réédité le 4 août 2011 à l'occasion de la célébration du quinzième anniversaire de la série Tales of, puis le 8 août 2012 dans la gamme The Best,.
Une sortie du jeu en Amérique du Nord est évoquée le 24 janvier 2011 sur la page Facebook de Namco Bandai Games par un puzzle. Une fois résolu, ce puzzle révèle un lien vers une image floutée du logo du jeu, qui est restaurée le 2 février 2011, révélant la localisation de Tales of Graces f en Amérique du Nord,. Le 11 mai, Namco Bandai Games annonce officiellement la localisation de Tales of Graces f en Amérique du Nord, en Asie-Pacifique et dans la zone économique Europe Middle East & Africa,. Les dialogues sont traduits par le studio 8-4 et les doublages sont assurés par Cup of Tea Productions,. Tales of Graces f est commercialisé en Amérique du Nord le 13 mars 2012, puis en Asie-Pacifique et en Europe Middle East & Africa le 31 août 2012, accompagnée de l'édition day one, incluant le DVD du making-of et le CD de la bande originale du jeu, un code pour télécharger des costumes originaux de Tales of Destiny 2 et un thème PS3, et enfin un artbook comprenant des illustrations des personnages dessinés par Mutsumi Inomata,.
Le jeu est republié numériquement sur le PlayStation Network en Europe et en Amérique du Nord en mars 2013,.
Le 27 mars 2015, une compilation réunissant Tales of Graces f, Tales of Symphonia et Tales of Symphonia: Dawn of the New World paraît en Europe sur PlayStation 3.

### Contenu téléchargeable additionnel
Tales of Graces propose des costumes pour les personnages jouables, disponibles sous forme de contenu téléchargeable additionnel. Des costumes inspirés du jeu The Idolmaster Dearly Stars sont rendus disponibles pour Sophie, Cheria et Pascal à la mi-décembre 2009, puis, le 23 décembre de la même année, une tunique à l'effigie de Hatsune Miku est publiée pour Sophie, ainsi qu'un costume de ville pour Asbel, de majordome pour Hubert et de détective pour Malik Caesars,,. Entre janvier et mars 2010, un ensemble de costumes dessiné par Mutsumi Inomata est publié pour chaque personnage jouable — aviateur, petit diable, samouraï, entre autres —, puis en décembre, Asbel reçoit un costume inspiré du personnage de Haseo de la franchise .hack, tandis que les autres personnages bénéficient de costumes de Noël et d'anges. En outre, des défis de combats sont proposés gratuitement en téléchargement dès la sortie du jeu.

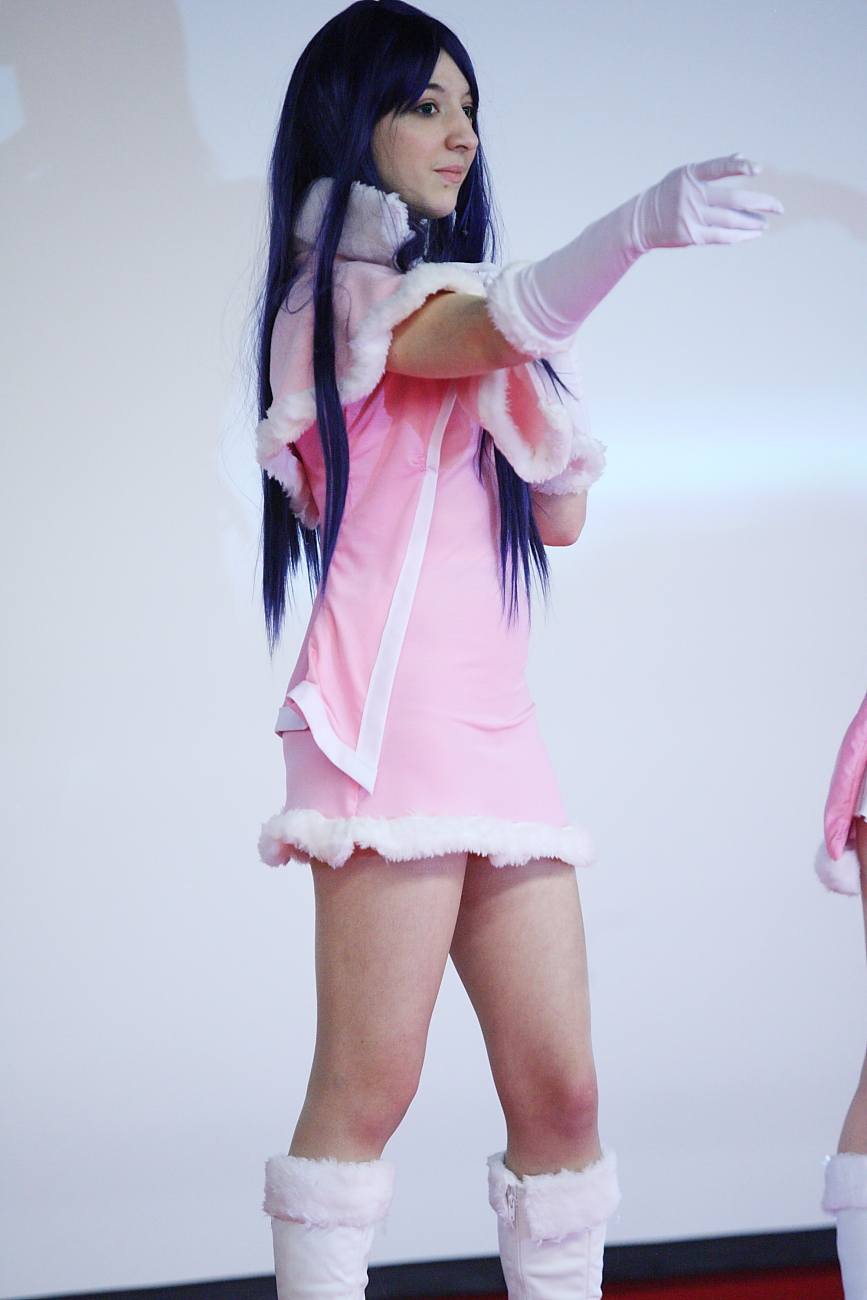
Cosplay de The Idolmaster Dearly Stars, un costume téléchargeable en contenu additionnel.

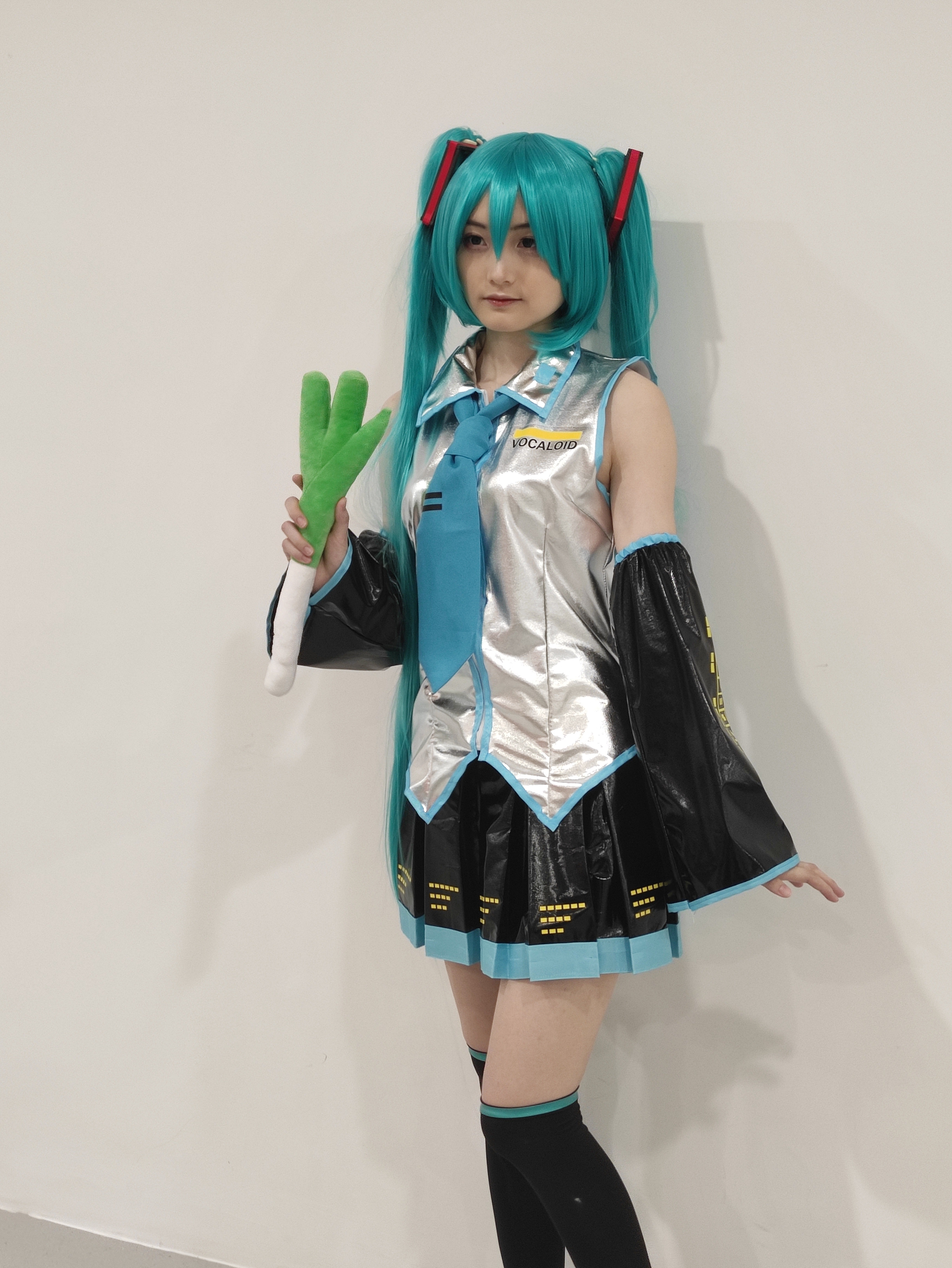
Cosplay de Hatsune Miku, un costume téléchargeable pour Sophie en contenu additionnel.

Le portage Tales of Graces f sur PlayStation 3 reçoit les mêmes contenus additionnels que le jeu original sur Wii. À sa sortie, des costumes inspirés de la série d'animation Code Geass sont proposés pour Asbel, Richard, Sophie et Cheria, mais aussi un costume de Toro, issu du jeu Toro to Morimori, pour Pascal, et la tunique de Hatsune Miku pour Sophie,. Au cours du mois de décembre 2010, les costumes d'anges et de Noël, ceux de The Idolmaster Dearly Stars, la tunique d'Haseo pour Asbel, les tuniques imaginées par Mutsumi Inomata, mais aussi des ensembles d'étudiants pour tous les personnages et des accessoires — lunettes, oreilles de lapin et de chat, oiseaux — sont disponibles en téléchargement. En janvier 2011, des tenues inspirées des héros de Tales of Symphonia, Tales of the Abyss, Tales of Vesperia, Tales of Destiny et Tales of Destiny 2 sont proposés à la vente.
En Amérique du Nord et en Europe, tous les contenus téléchargeables additionnels, à l'exception des costumes issus d'autres franchises, sont publiés respectivement entre le 13 mars et le 10 avril 2012, et entre le 29 août et le 26 septembre 2012,,,.

## Accueil

### Critiques générales
Tales of Graces reçoit des critiques très positives. Pour Jeuxvideo.com, il s'agit d'un jeu « sublime, mêlant habilement la frénésie des combats à une aventure épique dont les thèmes principaux sont l'amitié et la volonté de protéger ses êtres chers », et « une véritable réussite à tous les niveaux ». Le site francophone confirme cet avis pour le portage sur PlayStation 3 et affirme qu'il s'agit d'un des meilleurs épisodes de la série Tales of, même s'il le considère comme « visuellement dépassé ». Le site américain IGN loue un jeu « passionnant » tandis que Electronic Gaming Monthly applaudit un opus « familier […] qui respecte extrêmement bien les standards du RPG japonais » et qui s'affirme comme un incontournable, tant pour les amateurs de la saga que pour les néophytes,. Pour GamesRadar, malgré quelques défauts mineurs, Tales of Graces f constitue un « retour vers le plaisir et l'émerveillement » ressentis à l'époque des jeux de rôle sur PlayStation 2. GameSpot donne un avis plus nuancé, en soulevant la difficulté parfois très élevée des combats de boss. Enfin, le site francophone Gamekult apprécie un jeu au « plaisir brut de décoffrage » qui permet l'entrée de la série dans la catégorie des néo-classiques, mais regrette les trop nombreux contenus additionnels payants.

### Critiques dugameplay
Le système de jeu de Tales of Graces est inégalement apprécié par la critique. Jeuxvideo.com apprécie la durée de vie conséquente du jeu, estimée à plus d'une cinquantaine d'heures, l'exploration de la carte du monde, ainsi que la « vitesse et les enchaînements » d'Artes du système de combat, même si cela risque de perturber les habitués de la série. La synthèse d'objets, le développement des titres et les quêtes annexes, comme la collection de cartes, sont vus comme des points forts du jeu, également soulignés par Gamekult. La longueur de l'épilogue dans le portage pour PlayStation 3, estimé à une dizaine d'heures de jeu supplémentaires, est aussi appréciée,. Le site américain GameSpot loue le système de combat le plus technique, simple et efficace de la série Tales of et les titres, dont l'acquisition permet de personnaliser les capacités de chaque personnage. Game Informer déplore des boss parfois trop puissants, capables de tuer tous les personnages en un seul coup. Ce site américain remarque également qu'il faut dix à quinze heures de jeu pour que Tales of Graces libère tout son potentiel, soit le temps que dure l'introduction centrée sur l'enfance des personnages, une partie que le site britannique Eurogamer juge « limitée et franchement un peu ennuyeuse », où il n'y a aucune liberté de se déplacer et où les combats sont trop simples,. Ces deux derniers médias déplorent cependant un monde plus petit que celui des autres opus de la série, avec des « donjons et des chemins toujours constitués des mêmes itinéraires », d'autant plus qu'il faut régulièrement retourner aux mêmes endroits pour faire avancer l'intrigue,. Pour GameTrailers, « certains donjons sont conçus en copier-coller de telle manière que vous pouvez être désorienté en parcourant leurs couloirs identiques ». Cet avis est également partagé par IGN, qui, par ailleurs, estime que le système de synthèse constitue une quête annexe « accessible », même si elle peut être intimidante de prime abord, puisque tous les objets du jeu peuvent être fusionnés avec un autre.

### Critiques des graphismes
Les graphismes reçoivent un avis mitigé de la part de la presse spécialisée. Le site francophone Jeuxvideo.com salue la 3D sans cel shading présente dans la série depuis Tales of the Abyss, les mouvements variés des personnages, des « décors sacrément jolis pour la Wii et de belles cinématiques animés ». Ce même média estime que le portage sur PlayStation 3, malgré des graphismes en haute définition, offre un rendu quelque peu daté ; un avis partagé par Gamekult qui regrette la présence de « murs invisibles un peu absurdes » qui montrent la limite technique des décors,. Le site américain IGN déplore, pour la version PlayStation 3, des décors « qui montrent leur âge, en particulier dans les environnements où ils restent douloureusement immobiles dans presque toutes les images ». Game Informer évoque en outre des personnages colorés et nets, mais qui ne se démarquent pas de ceux des autres jeux de rôle japonais. De plus, le site GameTrailers déplore des éclairages et des textures « plats » et une animation « rigide ». Pour le site Joystiq, le jeu n'est pas « hideux », mais « les environnements semblent délavés et les personnages s'animent comme des Terminators saccadés qui attendent d'éclater de leur peau à tout moment ».

### Critiques du scénario
Le scénario du jeu fait l'objet d'opinions partagées de la part des observateurs. Pour Jeuxvideo.com, les quinze premières heures de jeu consacrées à l'enfance des personnages « n'est pas la partie la plus palpitante du jeu » mais « la naïveté qui s'en dégage fait bien ressortir la noirceur de la période qui s'ensuit ». Gamekult est davantage séduit par l'intrigue et se dit « réellement touché par ces gosses dépassés par des enjeux trop grands » ; le site francophone estime que le point fort de cet opus réside dans le fait qu'« il n'essaye pas, comme les opus plus récents, de se lancer dans des morales ronflantes sur le racisme sur fond de métaphores avec la destinée des races d'hommes-loups et de femmes-chats ». Le site anglophone GameTrailers évoque en revanche une intrigue « prévisible » et estime que l'enfance d'Asbel est la séquence « de loin la pire » du jeu. Toujours concernant cette partie du jeu, Joystiq parle d'une séquence où l'on s'endort et qui sert de didacticiel où l'on apprend « rarement des connaissances utiles ». Le site Game Informer apprécie cependant le scénario fondé sur le « sens de l'amitié » et la fin de l'intrigue qui verse de façon inattendue dans la science-fiction. Pour IGN, « l'histoire plonge dans le mélodrame et bute sur des dialogues encombrants, les échanges entre les héros confèrent énormément de personnalité au casting ». Le site GameSpot partage cet avis sur les saynètes du jeu, jugeant qu'elles « font des merveilles pour étoffer les personnages et les lieux, et ajoutent une dose d'humour et de charme ».

### Critiques de la bande-son
La bande-son de Tales of Graces est enfin inégalement appréciée par la critique. Jeuxvideo.com juge que « les musiques composées par Motoi Sakuraba alternent avec justesse entre douceur et dynamisme » et que les voix, en japonais et en anglais, sont « réussies »,. Pour IGN, la musique est « agréable », mais certaines pistes, comme celle à trois notes dans les catacombes de Barona, ont une « structure douloureusement répétitive ». GamesRadar+ remarque qu'« il n’y a que quelques morceaux qui ressortent musicalement. Le doublage correspond à ce que vous attendez d'un anime bien produit ». GameTrailers regrette un doublage « sec », hormis la voix exubérante de Pascal, et des musiques « oubliables, avec quelques chansons décentes contrebalancées par quelques boucles criminellement courtes ».

### Ventes et distinctions
Dès le jour de sa publication au Japon, Tales of Graces est vendu à 113 000 exemplaires, avant d'atteindre 177 925 unités écoulées à la fin du mois de décembre 2009, se classant ainsi 70e jeu le plus vendu au Japon durant l'année 2009. Son lancement se situe dans la moyenne des ventes des autres épisodes de la série Tales of,. Fin décembre 2010, il s'est vendu à un total de 214 000 exemplaires.
Tales of Graces f s'écoule à 215 187 exemplaires lors de sa première semaine de commercialisation au Japon en décembre 2010, avant d'atteindre les 288 395 unités vendues à la fin de ce même mois, se classant 36e jeu le plus vendu au Japon sur l'année 2010,. À la fin de l'année 2011, Tales of Graces f s'est vendu à 363 000 exemplaires.
En 2010, le magazine japonais Famitsu classe Tales of Graces comme étant le dix-huitième meilleur jeu vidéo de tous les temps, tandis qu'un sondage de 2011 mené par le média nippon Dengeki auprès de ses lecteurs révèle que cet opus est le septième parmi ceux que les joueurs veulent voir adapter en anime,.

## Postérité

### Apparitions des personnages dans d'autres jeux
Asbel Lhant, Sophie et Cheria Barnes sont des personnages jouables dans Tales of the World: Radiant Mythology 3, sorti au Japon sur PlayStation Portable le 20 février 2011. Asbel et Cheria sont également jouables dans Tales of the Heroes: Twin Brave, disponible au Japon sur PlayStation Portable le 23 février 2012. Asbel est présent dans Tales of Phantasia: Narikiri Dungeon X, sorti aussi au Japon sur PlayStation Portable et Game Boy Color le 5 août 2010. Enfin, Hubert Oswell et Pascal, portant les costumes de Toro et Kuro, deux mascottes de Sony Interactive Entertainment, font une apparition dans Tales of Hearts R, publié sur PlayStation Vita en 2013.

### Mangas
Tales of Graces donne lieu à quatre adaptations en manga après sa sortie, dont trois recueils d'anthologie. Le premier recueil, Tales of Graces Comic Anthology, en trois volumes, précède Tales of Graces f Comic Anthology, édité en un volume le 25 mars 2011 par Ichijinsha. Le troisième recueil, intitulé Tales of Graces f Sub Travels, est publié par épisodes dans le Viva Tales of Magazine entre 2011 et 2012 et édité par ASCII Media Works. Ces épisodes sont ensuite regroupés en un seul volume et publiés par Dengeki Comics le 27 novembre 2012. Une série de mangas, simplement intitulée Tales of Graces f, est écrite par Megumu Aya et feuilletonnée dans le Viva Tales of Magazine en 2011. ASCII Media Works recueille l'ensemble des chapitres et les publie en quatre volumes, entre le 27 octobre 2011 et le 27 novembre 2013,.

### Livres
Tales of Graces est adapté en une série de deux romans intitulés Tales of Graces f: Chikai no Hana — littéralement, Tales of Graces f : la promesse de la fleur — ; le premier est sous-titré Jō — littéralement, ci-dessus — et le second Ka — littéralement, ci-dessous —. Ils sont édités par Enterbrain et publiés en février et mai 2011. Le 4 juin 2012, Yamashita Books publie pour Namco Bandai Games le Tales of Graces f Official Scenario Book, qui détaille le scénario et tous les dialogues du jeu. Tales of Graces fait l'objet de six guides de stratégies, dont trois pour la version sur Wii et trois pour le portage sur PlayStation 3. Ils sont édités par Namco Bandai Games, Enterbrain et Shūeisha,.

### CD audio
Dix drama CD, produits par Frontier Works, sont adaptés du jeu. Drama CD: Tales of Graces regroupe quatre disques racontant des histoires parallèles à l'intrigue principale du jeu, et est publié entre le 26 mai et le 25 août 2010. Six autres drama CD, publiées entre 2010 et 2013, relatent des histoires postérieures à l'intrigue originale.

### Tales of Graces Anniversary Party
À l'occasion du dixième anniversaire de la sortie de Tales of Graces, Bandai Namco Entertainment organise le Tales of Graces Anniversary Party, dans l'amphithéâtre Maihama, situé à Tokyo Disney Resort, le 24 novembre 2019. Cet événement consiste en des performances filmées, et réalisées par les doubleurs japonais des personnages du jeu. Un blu-ray est ensuite commercialisé à partir du 24 avril 2020

### Citations du jeu
1. ↑  Namco Tales Studio. Tales of Graces f (PlayStation 3). Namco Bandai Games. 2010 : 
« Désobéissant à leurs parents, Asbel et Hubert sont partis explorer la colline de Lhant. Là, ils ont découvert une fille plus âgée, endormie dans un champ de fleurs. Aucun des deux ne l'avait jamais vue auparavant. Quand elle s'est réveillée, la fille semblait avoir perdu tous ses souvenirs. Ses paroles et son comportement semblaient un peu étranges. Asbel sentit qu'il ne pouvait pas la laisser dans un tel état et décida de la ramener chez eux. »
2. ↑  Namco Tales Studio. Tales of Graces f (PlayStation 3). Namco Bandai Games. 2010 : 
« À Barona, Asbel et Sophie ont pu rencontrer Richard, mais aussi Cheria, venue en ville pour un examen médical. Alors que Richard faisait visiter la ville à ses amis, les enfants ont rencontré Aston et un Hubert apparemment dépité. Richard a proposé une visite nocturne du château en utilisant un passage souterrain secret. Asbel accepta volontiers, mais Richard ne se présenta pas à l'heure et à l'endroit convenus. »
3. ↑  Namco Tales Studio. Tales of Graces f (PlayStation 3). Namco Bandai Games. 2010 : 
« Le groupe a trouvé l'entrée secrète des catacombes et a découvert Richard allongé et immobile à l'intérieur. Juste à ce moment, un mystérieux monstre a attaqué et gravement blessé tout le monde. Une Sophie enragée a réussi à vaincre la créature, mais a été mortellement blessée. Puis, il y eut un flot de lumière, et… Asbel se réveilla pour apprendre que Sophie était décédée et qu'Hubert avait été adoptée par une autre famille. Asbel et Aston se sont disputés, et même Cheria n'a pu le calmer. Déterminé à s'enfuir, Asbel se présente aux portes de l'École des chevaliers… »
4. ↑  Namco Tales Studio. Tales of Graces f (PlayStation 3). Namco Bandai Games. 2010 : 
« Asbel est retourné à Barona pour trouver Cheria qui l'attendait. Asbel est stupéfait par la nouvelle : le conflit entre Lhant et Fendel s'intensifiait, son père avait été tué au combat et sa mère était tombée malade. Avec le soutien de Malik, Asbel a décidé de retourner à Lhant avec Cheria. »
5. ↑  Namco Tales Studio. Tales of Graces f (PlayStation 3). Namco Bandai Games. 2010 : 
« Hubert a expliqué que Windor et Strahta avaient conclu une alliance et qu'il assumerait la charge de gouverneur de Lhant. Battu par son propre frère, Asbel est banni de Lhant. »
6. ↑  Namco Tales Studio. Tales of Graces f (PlayStation 3). Namco Bandai Games. 2010 : 
« Ébranlé par l'annonce de la mort de Richard par l'un de ses assaillants, Asbel chercha à vérifier cette information en empruntant le passage secret se trouvant au Sanctuaire Royal. A l'intérieur des catacombes, il trouva Richard lui-même, blessé mais vivant. »
7. ↑  Namco Tales Studio. Tales of Graces f (PlayStation 3). Namco Bandai Games. 2010 : 
« Sur la route des ruines de Fort Grandpont, une fille nommée Pascal a rejoint le groupe après avoir affirmé avoir vu une illusion de Sophie. »
8. ↑  Namco Tales Studio. Tales of Graces f (PlayStation 3). Namco Bandai Games. 2010 : 
« Déterminé à régler les choses personnellement, Richard s'est joint à Asbel pour vaincre l'archiduc Cédric. Une fois de plus, la haine de Richard l'a conduit à une démonstration de cruauté gratuite. Même son apparence a changé, augmentant encore les craintes d'Asbel. Néanmoins, les paysans et les nobles se sont réjouis de l'arrivée au pouvoir de ce nouveau roi et ont marqué l'occasion par un magnifique couronnement. »
9. ↑  Namco Tales Studio. Tales of Graces f (PlayStation 3). Namco Bandai Games. 2010 : 
« Sans attendre les résultats des négociations d'Asbel, Richard a lancé par surprise une invasion de Lhant. Richard a déclaré que ceux qui le défiaient ne méritaient aucune pitié, et quand Asbel a refusé de le soutenir, le roi, furieux, s'est senti trahi. Après avoir retrouvé ses souvenirs d'il y a sept ans, Sophie a contrecarré l'attaque de Richard, et, après une âpre lutte, Richard et son armée se sont retirés. »
10. ↑  Namco Tales Studio. Tales of Graces f (PlayStation 3). Namco Bandai Games. 2010 : 
« Apprenant que l'occupation de Lhant par Strahta est liée aux problèmes que rencontre Strahta avec son valkinès, et que l'annulation de l'ordre de rappel dépendrait de la résolution de ce problème, Asbel a proposé à Pascal de réparer le valkinès de Strahta. Pascal a réussi, mais Richard est apparu et a absorbé tout l'énergie du valkinès. »
11. ↑  Namco Tales Studio. Tales of Graces f (PlayStation 3). Namco Bandai Games. 2010 : 
« Le groupe était stupéfait d'apprendre d'Hubert que Richard avait absorbé l'eleth du valkinès de Windor. Tout le monde s'accorda à dire que Richard était probablement en route vers le dernier Valkinès. »
12. ↑  Namco Tales Studio. Tales of Graces f (PlayStation 3). Namco Bandai Games. 2010 : 
« Asbel et son groupe se sont rendus à l'Œil du Monde, une île reliée au noyau de la planète[…]. Lorsque Richard y est apparu, il ne semblait plus du tout humain. À un moment donné, Richard a semblé reprendre brièvement conscience, mais lorsque Sophie a proposé un autre pacte d'amitié, Richard a gravement blessé Sophie. »
13. ↑  Namco Tales Studio. Tales of Graces f (PlayStation 3). Namco Bandai Games. 2010 : 
« Même les médicaments les plus puissants n'ont pas pu guérir Sophie. Ceci, combiné au fait que Richard l'avait appelée Protos Heis, a conduit Pascal à conclure que Sophie n'était peut-être pas humaine. Si tel était le cas, Pascal s'est dit qu'ils pourraient peut-être la sauver en se rendant à Fodra, un endroit mentionné dans les Archives de la Sagesse. »
14. ↑  Namco Tales Studio. Tales of Graces f (PlayStation 3). Namco Bandai Games. 2010 : 
« Ayant finalement atteint Fodra, le groupe découvrit une ville où une femme nommée Emeraude dormait depuis 1 000 ans. Là, ils apprirent que Sophie était un soldat humanoïde artificiel et qu'ils auraient besoin de se rendre dans un lieu spécial pour la réparer. »
15. ↑  Namco Tales Studio. Tales of Graces f (PlayStation 3). Namco Bandai Games. 2010 : 
« Le groupe d'Asbel a appris que Richard était infecté par une forme de vie connue sous le nom de Lambda, et que Sophie était un humanoïde qui avait été créé pour le détruire. »
16. 1 2  Namco Tales Studio. Tales of Graces f (PlayStation 3). Namco Bandai Games. 2010 : 
« Des aperçus des souvenirs de Lambda ont révélé son passé tragique. S'agissant d'une nouvelle forme de vie, il a été transformé en cobaye sur Fodra et a été destiné à être éliminé lorsque ses capacités naturelles ont été jugées trop dangereuses. Cornell, qui a traité Lambda comme une personne, a finalement sacrifié sa propre vie pour sauver Lambda. Cette expérience a inculqué à Lambda une volonté farouche de vivre et une empathie pour le jeune Richard qu'il trouvera plus tard entre la vie et la mort. »
17. ↑  Namco Tales Studio. Tales of Graces f (PlayStation 3). Namco Bandai Games. 2010 : 
« Asbel a permis à Lambda de vivre son rêve. Témoin de la force de la détermination d'Asbel, Lambda a décidé de rester au sein d'Asbel et est tombé dans un profond sommeil. Et ainsi, la paix est revenue dans le monde. Asbel et ses compagnons sont retournés chacun à leur place, pour accomplir leur destin. »
18. ↑  Namco Tales Studio. Tales of Graces f (PlayStation 3). Namco Bandai Games. 2010 : 
« En arrivant à Barona, Asbel a retrouvé Richard, Cheria, Malik et Hubert. Hubert et Malik ont confirmé que l'augmentation des attaques de monstres ne se limitait pas à Windor. »
19. 1 2  Namco Tales Studio. Tales of Graces f (PlayStation 3). Namco Bandai Games. 2010 : 
« La navette du groupe s'est écrasée dans une prairie fleurie au milieu du désert. Là, ils rencontrèrent de nouveau la Mini Reine. Désireuse de se venger de la destruction de l'environnement causée par les humains sur Foda, la Mini Reine cherchait apparemment l'éradication complète de l'humanité. »
20. ↑  Namco Tales Studio. Tales of Graces f (PlayStation 3). Namco Bandai Games. 2010 : 
« Le groupe d'Asbel s'est aventuré dans le noyau de Fodra afin que Lambda puisse l'arrêter en l'absorbant. Mais quand ils ont vu le riche écosystème à proximité du noyau, les héros ont compris que les mini reines essayaient de le protéger de l'humanité. Asbel aspirait à faire savoir à Fodra qu'ils ne veulent pas détruire la planète, que les êtres humains sont capables de changer, et qu'ils ne sont plus les mêmes qu'il y a mille ans. »

### Autres références
1. ↑  « Des infos sur la VF de Tales of Graces f », 17 décembre 2011.
2. ↑  Jarod, « Auriez-vous quelques minutes pour parler du pouvoir de l'amitié avec Tales of Graces f Remastered ? », sur gamekult.com, 27 août 2024 (consulté le 28 août 2024).
3. ↑  (ja) « Asbel Lhant », sur tales-ch.jp (consulté le 17 septembre 2023).
4. ↑  (ja) « Sophie », sur tales-ch.jp (consulté le 17 septembre 2023).
5. ↑  (ja) « Hubert Oswell », sur tales-ch.jp (consulté le 17 septembre 2023).
6. ↑  (ja) « Cheria Barnes », sur tales-ch.jp (consulté le 17 septembre 2023).
7. ↑  (ja) « Richard », sur tales-ch.jp (consulté le 17 septembre 2023).
8. ↑  (ja) « Malik Caesars », sur tales-ch.jp (consulté le 17 septembre 2023).
9. ↑  (ja) « Pascal », sur tales-ch.jp (consulté le 17 septembre 2023).
10. ↑  (ja) « Mini Reine », sur tales-ch.jp (consulté le 17 septembre 2023).
11. ↑  Manuel d'instruction, page 14
12. ↑  Barnes 2013, p. 8.
13. 1 2  Barnes 2013, p. 10.
14. 1 2 3 4 5 6 7  (en) Ryan Clements, « Tales of Graces F Review: Un-scored », sur ign.com, 20 mars 2012 (consulté le 3 septembre 2023).
15. ↑  Barnes 2013, p. 4.
16. ↑  Manuel d'instruction, page 16
17. ↑  Barnes 2013, p. 6.
18. 1 2  Barnes 2013, p. 5.
19. ↑  Barnes 2013, p. 7.
20. 1 2 3 4  (en) Nathan Grayson, « Tales of Graces f review: comfort food », sur joystiq.com, 16 mars 2012 (consulté le 11 septembre 2023).
21. ↑  (ja) « DS『テイルズ オブ ハーツ』発表 『テイルズ』'08年度ラインナップ発表会 », sur gpara.com,‎ 7 juillet 2008 (consulté le 3 septembre 2023).
22. ↑  (en) John Tanaka, « Tales Series Continues on Wii », sur ign.com, 8 juillet 2008 (consulté le 3 septembre 2023).
23. ↑  (ja) Kenji Saeki, « 「任天堂カンファレンス 2008.秋」レポートその2 ソフトウェア編 年末年始も磐石? 「Wii Music」ではとたけけ登場!? », sur game.watch.impress.co.jp,‎ 2 octobre 2008 (consulté le 3 septembre 2023).
24. ↑  Puyo (Nicolas Vernet), « Un nouveau Tales of sur Wii », sur gamekult.com, 3 octobre 2008 (consulté le 3 septembre 2023).
25. ↑  (ja) « 次期マザーシップタイトル『Next Tales of(仮)』来春、大きく動くか », sur gpara.com,‎ 20 décembre 2008 (consulté le 4 septembre 2023).
26. ↑  Puyo (Nicolas Vernet), « Tales of : un teaser pour la version Wii », sur gamekult.com, 15 décembre 2008 (consulté le 3 septembre 2023).
27. ↑  (en) Sal Romano, « Namco Bandai trademarks Tales of Graces, Versus », sur gematsu.com, 18 mars 2009 (consulté le 4 septembre 2023).
28. 1 2 3  « Tales of Vesperia Set for PS3 », sur ign.com, 1er avril 2009 (consulté le 3 septembre 2023).
29. 1 2  « Tales of Graces en quelques infos », sur jeuxvideo.com, 11 avril 2009 (consulté le 5 septembre 2023).
30. ↑  (ja) « バンダイナムコ、「テイルズ オブ」2009年度ラインナップ発表会を開催 Wii「TOG」、PS3「TOV」、PSP「TO-VS」の3タイトルを発表 「TOV」のアニメ映画化も », sur game.watch.impress.co.jp,‎ 6 avril 2009 (consulté le 5 septembre 2023).
31. ↑  (ja) « テイルズ オブ グレイセス』主人公・アスベルと、戦闘システムが判明 », sur gpara.com,‎ 17 avril 2009 (consulté le 5 septembre 2023).
32. ↑  (en) John Tanaka, « Latest on Tales », sur ign.com, 10 juin 2009 (consulté le 5 septembre 2023).
33. ↑  « Images de Tales of Graces », sur jeuxvideo.com, 26 juin 2009 (consulté le 5 septembre 2023).
34. ↑  « Images de Tales of Graces », sur jeuxvideo.com, 24 juillet 2009 (consulté le 5 septembre 2023).
35. ↑  Puyo (Nicolas Vernet), « Tales of Graces : le plein d'images », 11 septembre 2009 (consulté le 5 septembre 2023).
36. ↑  Greg (Grégoire Hellot), « Tales of Graces : le plein d'images », 24 septembre 2009 (consulté le 10 septembre 2023).
37. ↑  (en) « MGS4, Mario Kart Wii honored at Japan Game Awards », sur gamespot.com, 28 septembre 2009 (consulté le 10 septembre 2023).
38. 1 2  Puyo (Nicolas Vernet), « Tales of Graces : BoA dans la place" », 20 novembre 2009 (consulté le 10 septembre 2023).
39. ↑  « Images de Tales of Graces », sur jeuxvideo.com, 20 novembre 2009 (consulté le 10 septembre 2023).
40. ↑  (en) « Preview : Tales of Graces f », Play, no 221,‎ septembre 2012, p. 58.
41. 1 2  (en) « Tales of Graces Original Soundtrack : Review », sur squareenixmusic.com (consulté le 10 septembre 2023).
42. ↑  (en) Anoop Gantayat, « Tales of Graces Set for December », sur andriasang.com, 26 septembre 2009 (consulté le 10 septembre 2023).
43. ↑  (ja) « Tales of Graces », sur tales-ch.jp (consulté le 10 septembre 2023).
44. 1 2  (en) « Details and credits », sur metacritic.com (consulté le 10 septembre 2023).
45. 1 2 3 4 5  (en) Kimberley Wallace, « Tales of Graces f review », sur gamesradar.com, 31 mai 2012 (consulté le 11 septembre 2023).
46. 1 2 3 4 5 6  Kamui (Daniel Andreyev), « Test : Tales of Graces F (PS3) », sur gamekult.com, 31 août 2012 (consulté le 10 septembre 2023).
47. ↑  Puyo (Nicolas Vernet), « Tales of : trois trailers sinon rien », sur gamekult.com, 10 avril 2009 (consulté le 5 septembre 2023).
48. ↑  (en) « The Story Behind Tales Of Graces f’s Hero And Succumbing To Social Norms », sur siliconera.com, 17 septembre 2012 (consulté le 17 septembre 2023).
49. 1 2  (en) « Tales of Graces - Wii Releases », sur giantbomb.com (consulté le 14 septembre 2022).
50. ↑  (ja) « かめにんマーチャント！ », sur nintendo.co.jp (consulté le 14 septembre 2022).
51. ↑  (ja) « かめにんマーチャント！ », sur bandainamcogames.co.jp (consulté le 14 septembre 2022).
52. ↑  (en) Anoop Gantayat, « Tales of Graces Recalled in Japan », sur ign.com, 23 février 2010 (consulté le 14 septembre 2022).
53. ↑  (en) Anoop Gantayat, « Tales of Graces, New Tales Game Set for PS3 », sur andriasang.com, 28 juillet 2010 (consulté le 1er septembre 2023).
54. ↑  « Un peu de rab pour Tales of Graces », sur jeuxvideo.com, 3 août 2010 (consulté le 1er septembre 2023).
55. ↑  (en) Anoop Gantayat, « Namco Bandai Confirms New Tales Games », sur andriasang.com, 2 août 2010 (consulté le 1er septembre 2023).
56. ↑  (en) Anoop Gantayat, « Tales Team Discusses New Tales Projects », sur andriasang.com, 4 août 2010 (consulté le 1er septembre 2023).
57. ↑  (en) « Tales of Graces f », sur namcobandaigames.com (consulté le 1er septembre 2023).
58. 1 2 3 4 5 6 7  Romendil (Valérie Précigout), « Test : Tales of Graces F », sur jeuxvideo.com, 5 septembre 2012 (consulté le 10 septembre 2023).
59. ↑  « TGS 2010 : le line-up Namco Bandai », sur jeuxvideo.com, 2 septembre 2010 (consulté le 2 septembre 2023).
60. ↑  (en) Sal Romano, « Tales of Graces F demo live on Japanese PSN », sur gematsu.com, 7 octobre 2010 (consulté le 1er septembre 2023).
61. ↑  (en) Anoop Gantayat, « Date Set for Tales of Graces f », sur andriasang.com, 7 septembre 2010 (consulté le 1er septembre 2023).
62. ↑  (en) Anoop Gantayat, « Tales of Graces F Gets a Limited Edition », sur andriasang.com, 8 octobre 2010 (consulté le 1er septembre 2023).
63. ↑  « Une date de sortie et une édition spéciale pour Tales of Graces F… au Japon », sur jeuxvideo.com, 7 septembre 2010 (consulté le 2 septembre 2023).
64. ↑  (en) Anoop Gantayat, « Tales of Graces F Has a Curry Tie-up », sur andriasang.com, 12 novembre 2010 (consulté le 1er septembre 2023).
65. ↑  (en) Isshan Sahdev, « Namco Celebrate Tales’ 15th Anniversary With Budget Re-Releases In Japan », sur siliconera.com, 21 juillet 2011 (consulté le 2 septembre 2023).
66. ↑  (ja) « PlayStation®3 the Best 2012年発売月別タイトルリスト », sur jp.playstation.com (consulté le 2 septembre 2023).
67. ↑  (en) Sal Romano, « Namco Bandai site update: A Tale of Two Richards », sur gematsu.com, 25 janvier 2011 (consulté le 3 septembre 2023).
68. ↑  (en) Sal Romano, « Tales of Graces F confirmed for North America », sur gematsu.com, 2 février 2011 (consulté le 3 septembre 2023).
69. ↑  (en) « Tales of Graces F and Tales of the Abyss Coming to North America », sur ign.com, 11 mai 2011 (consulté le 3 septembre 2023).
70. ↑  (en) « Namco Bandai Games to bring 2 new TALES OF titles to EMEA and Asia Pacific! », sur uk.namcobandaigames.eu, 11 mai 2011 (consulté le 3 septembre 2023).
71. ↑  (en) « Gameography », sur 8-4.jp (consulté le 3 septembre 2023).
72. ↑  (en) « Projects », sur cupofteaproductions.com (consulté le 3 septembre 2023).
73. ↑  (en) « Namco Bandai Games unveils TALES OF GRACES™ F Day One Edition content and launch date! », sur uk.namcobandaigames.eu, 16 mai 2012 (consulté le 3 septembre 2023).
74. ↑  (en) « Tales of Graces f Coming to PSN 3/26, Tales of Xillia on PS3 This Summer », sur blog.playstation.com (consulté le 3 septembre 2023).
75. ↑  (en) « ‘Heads-Up’ PlayStation Store update, 27th March 2013 », sur blog.playstation.com (consulté le 3 septembre 2023).
76. ↑  (en) Sal Romano, « Tales of Graces F / Tales of Symphonia Chronicles Compilation coming to Europe », sur gematsu.com, 16 mars 2015 (consulté le 1er septembre 2023).
77. ↑  Puyo (Nicolas Verlet), « Tales of Graces : Miku dans la place », sur gamekult.com, 17 décembre 2009 (consulté le 13 septembre 2023).
78. ↑  Puyo (Nicolas Verlet), « Tales of Graces : du contenu payant », sur gamekult.com, 9 décembre 2009 (consulté le 13 septembre 2023).
79. ↑  (en) Anoop Gantayat, « First Look: Tales of Graces "Suit" Costumes », sur andriasang.com, 21 décembre 2009 (consulté le 13 septembre 2023).
80. ↑  (en) Anoop Gantayat, « Latest Tales of Graces F Download Content », sur andriasang.com, 22 décembre 2010 (consulté le 13 septembre 2023).
81. ↑  (en) « Tales of Graces Extended With Challenge Battles », sur siliconera.com, 3 décembre 2009 (consulté le 13 septembre 2023).
82. ↑  (en) Anoop Gantayat, « First Look: Tales of Graces F Download Costumes », sur andriasang.com, 5 novembre 2010 (consulté le 13 septembre 2023).
83. ↑  « Tales of Graces f : Partenariat entre Sony et Namco Bandai », sur jeuxvideo.com, 27 octobre 2010 (consulté le 13 septembre 2023).
84. ↑  (en) Anoop Gantayat, « Tales of Graces F Download Content Kicks Off Tomorrow », sur andriasang.com, 8 décembre 2010 (consulté le 13 septembre 2023).
85. ↑  (en) Anoop Gantayat, « Tales of Graces F: Dress Up as Classic Tales Characters », sur andriasang.com, 13 janvier 2011 (consulté le 13 septembre 2023).
86. ↑  (en) Ryan Clements, « This Week on the PSN (03.13.12) », sur ign.com, 14 mars 2012 (consulté le 13 septembre 2023).
87. ↑  (en) Colin Moriarty, « This Week on the PSN (04.10.12) », sur ign.com, 10 avril 2012 (consulté le 13 septembre 2023).
88. ↑  (en) Andy Stewart, « ‘Heads-Up’ Game Store Update 29th August 2012 », sur blog.eu.playstation.com, 29 août 2012 (consulté le 13 septembre 2023).
89. ↑  (en) Jawad Ashraf, « ‘Heads-Up’ Game Store Update 26th September 2012 », sur blog.eu.playstation.com, 26 septembre 2012 (consulté le 13 septembre 2023).
90. ↑  (en) Kevin Gifford, « Japan Review Check: Modern Warfare 2, Tales, R-Type », sur 1up.com, 2 décembre 2009 (consulté le 11 septembre 2023).
91. ↑  (en) Kevin Gifford, « Japan Review Check: Monster Hunter Portable 3 », sur 1up.com, 24 novembre 2010 (consulté le 11 septembre 2023).
92. 1 2 3 4 5  (en) Kyle Hilliard, « Tales of Graces f Review. A Story Of Friendship And JRPG Clichés », sur gameinformer.com, 12 mars 2012 (consulté le 11 septembre 2023).
93. 1 2  (en) Andrew Fitch, « Tales of Graces f review. A heaping helping of Japanese-RPG comfort food », sur egmnow.com, 31 mai 2012 (consulté le 10 septembre 2023).
94. 1 2  (en) Dan Whitehead, « Tales of Graces F Review. Sheer arte attack. », sur eurogamer.net, 4 septembre 2012 (consulté le 10 septembre 2023).
95. 1 2 3 4 5  (en) « Tales of Graces f Review », sur gamespot.com, 24 avril 2012 (consulté le 11 septembre 2023).
96. 1 2 3 4 5  (en) « Tales of Graces f », sur gametrailers.com, 15 mars 2012 (consulté le 11 septembre 2023).
97. 1 2 3 4 5  Julien Fontanier, « Test : Tales of Graces », Jeuxvideo.com,‎ 14 septembre 2012 (lire en ligne, consulté le 10 septembre 2023)..
98. ↑  (en) « Tales of Graces », sur metacritic.com (consulté le 10 septembre 2023).
99. ↑  (en) Anoop Gantayat, « Tales of Graces Tops 100,000 in First Day Sales », sur andriasang.com, 11 décembre 2009 (consulté le 17 septembre 2023).
100. ↑  Puyo (Nicolas Verlet), « Charts Japon : le Top 2009 », sur gamekult.com, 13 janvier 2010 (consulté le 17 septembre 2023).
101. ↑  (ja) « 圧倒的な強さで『モンスターハンターポータブル 3rd』がトップ », sur dengekionline.com (consulté le 17 septembre 2023).
102. ↑  (en) Anoop Gantayat, « Tales of Graces F Sells 200,000 in First Week », sur andriasang.com, 9 décembre 2010 (consulté le 17 septembre 2023).
103. ↑  Puyo (Nicolas Verlet), « Charts Japon : le Top 2010 », sur gamekult.com, 24 janvier 2011 (consulté le 17 septembre 2023).
104. ↑  (ja) « PS3『テイルズ オブ エクシリア』がハーフミリオンを売り上げてランキング首位！ », sur dengekionline.com (consulté le 17 septembre 2023).
105. ↑  (en) « Famitsu 'Greatest Games of All-Time' list », sur gonintendo.com (consulté le 17 septembre 2023).
106. ↑  (en) Greg Lanson, « Dengeki Online Reader's Top 10 Desired Game to Anime Adaptations », sur crunchyroll.com (consulté le 17 septembre 2023).
107. ↑  (en) « Tales of the World: Radiant Mythology 3 Adds These Tales Characters », sur siliconera.com, 17 août 2010 (consulté le 16 septembre 2023).
108. ↑  Rroyd-Y (Julien Fontanier), « Test : Tales of the Heroes : Twin Brave », sur jeuxvideo.com, 8 février 2013 (consulté le 16 septembre 2023).
109. ↑  Rroyd-Y (Julien Fontanier), « Test : Tales of Phantasia Narikiri Dungeon X », sur jeuxvideo.com, 22 février 2013 (consulté le 16 septembre 2023).
110. ↑  (ja) « 『テイルズ オブ ハーツ R』冒険を楽しみ尽くそう », sur famitsu.com,‎ 7 février 2013 (consulté le 17 septembre 2023).
111. 1 2  (ja) « テイルズ オブ グレイセス エフ », sur bandainamcogames.co.jp (consulté le 15 septembre 2023).
112. 1 2 3  (ja) « テイルズ オブ グレイセス エフ », sur bandainamcogames.co.jp (consulté le 15 septembre 2023).
113. ↑  (ja) « 『グレイセス エフ』のシナリオが この一冊ですべて堪能できる！ », sur bngb.qbist.co.jp (consulté le 15 septembre 2023).
114. ↑  (ja) « テイルズ オブ グレイセス », sur bandainamcogames.co.jp (consulté le 16 septembre 2023).
115. ↑  (ja) « テイルズ オブ グレイセス », sur bandainamcogames.co.jp (consulté le 16 septembre 2023).
116. ↑  (en) Sal Romano, « Tales of Graces Anniversary Party set for November 24 », sur gematsu.com, 16 juin 2019 (consulté le 17 septembre 2023).